# Discgolf

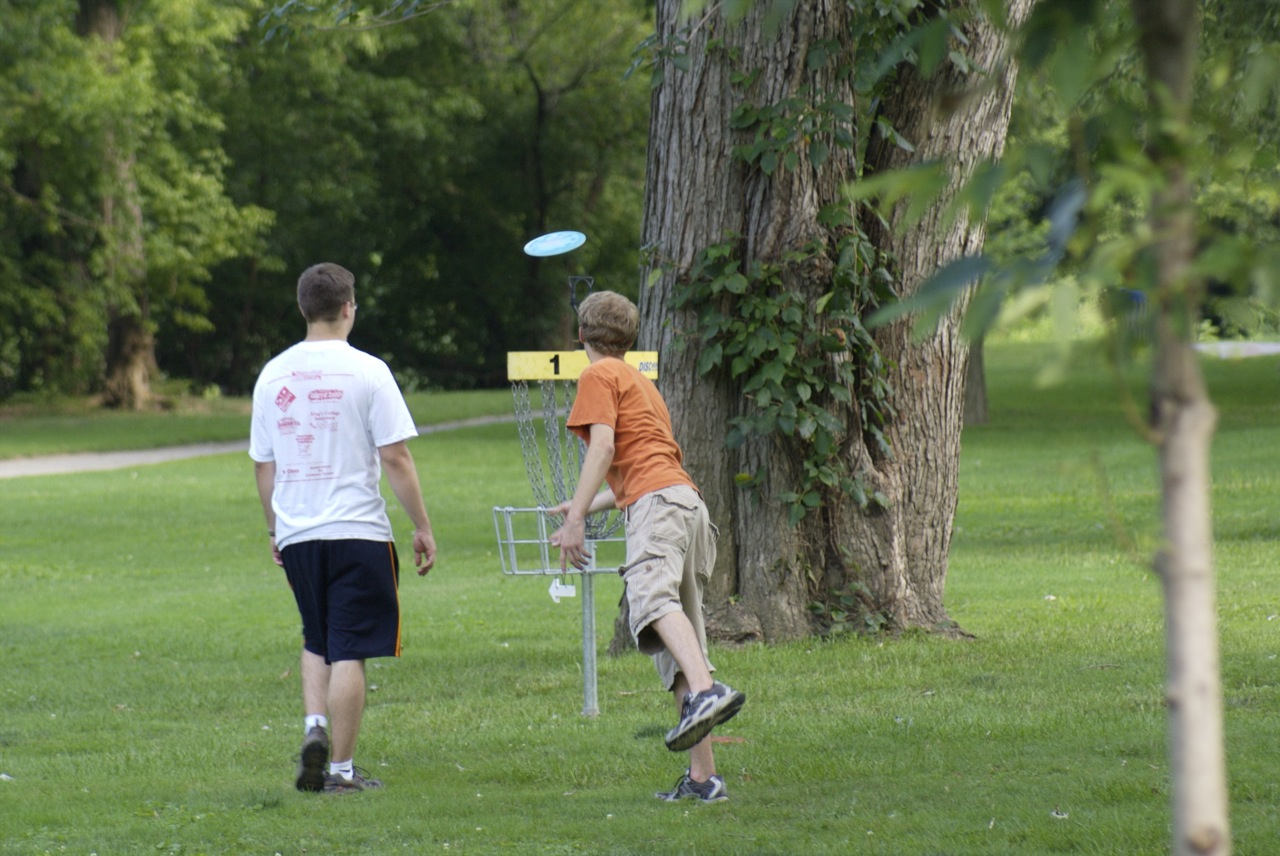
Zwei Spieler beim Putt, dem letzten Wurf beim Discgolf

Discgolf ist ein Frisbeesportspiel, bei dem von einem festgelegten Abwurfpunkt (Tee) mit möglichst wenigen Versuchen Frisbees in Körbe geworfen werden. Die Frisbees sind meistens schwerer und haben eine aerodynamischere Form als gängige Frisbeemodelle. Die Wurfsportart wird üblicherweise in vorhandene öffentliche Grün- oder Sportanlagen integriert.

## Spielregeln
Discgolf zählt im weitesten Sinne zu den Golfsportarten und wird daher nach ähnlichem Muster gespielt. Der Abwurf oder Drive auf einer Bahn wird von einem bestimmten Ort vorgenommen, alle weiteren Würfe erfolgen von dem Punkt, an dem die vorher geworfene Scheibe zum Liegen kam. Für jeden Wurf kann eine andere Scheibe verwendet werden. Die für einen Kurs mit mehreren Bahnen benötigten Würfe werden zum abschließenden Ergebnis addiert. Spielen mehrere Personen einen Kurs ab, so beginnt an einer Bahn der Spieler mit der niedrigsten Zahl an benötigten Würfen bei der vorhergehenden Bahn. Nach den Abwürfen spielt jeweils derjenige zuerst, dessen Scheibe am weitesten vom Korb entfernt liegt.
Jede Bahn eines Kurses ist mit einem Par versehen, also einer vorgesehenen Anzahl an Würfen. Üblich sind Par 3 und 4. Dabei sagt das Par aus, wie viele Würfe ein durchschnittlicher Spieler an einer Bahn brauchen sollte. Neueinsteigern ist nicht zu empfehlen, sich am Kurspar zu messen. Der typische Ablauf an Würfen auf einer Par-3-Bahn wäre Abwurf (Drive), Annäherung (Approach) und Putt. Einzelne Kurse haben meistens 18 Bahnen, wobei Kurse mit anderer Bahnzahl ebenfalls vorkommen; die Länge einer Bahn schwankt etwa zwischen 50 und 200 Metern. Die Kurse sind üblicherweise frei zugänglich. Es gibt sowohl feste Kurse mit eigens installierten Zielkörben als auch Naturkurse, bei denen zum Beispiel auf Bäume oder Laternenpfähle geworfen wird, sofern dies von den zuständigen Behörden genehmigt wurde. Der Treffer beim ersten Wurf eines Spielers wird Ass oder Hole-in-one genannt.
Bei Discgolfturnieren werden alle Spieler in Spielklassen aufgeteilt: Open, Women sowie die Altersgruppen Juniors, Masters, Grandmasters, Seniorgrandmasters und Legends.

## Spielgerät
Discgolf kann mit handelsüblichen Frisbees gespielt werden. Bei Turnieren müssen sie den Bestimmungen der PDGA entsprechen. Für die speziellen Anforderungen (Flugweite, Flugkurven) wurden sogenannte Golfdiscs entwickelt. Diese sind schwerer (150 bis 180 g), aerodynamischer und von kleinerem Durchmesser (ca. 21 cm) als normale Frisbees. Für einzelne Spielsituation gibt es jeweils geeignete Discs:
- Driver: Weitwurfscheiben oder Driver benutzt man vor allem für den ersten Wurf auf einer Bahn, bei dem üblicherweise eine große Weite erzielt werden soll. Der aktuelle Weiten-Weltrekord, erzielt von David Wiggins Jr. aus den USA am 28. März 2016, liegt bei 338 Metern.[2] Diese Discs zeichnen sich durch hervorragende Aerodynamik, aber auch durch eine hohe notwendige Wurfgeschwindigkeit aus, bei geringer Wurfstärke kippen sie stark seitwärts ab.
- Midrange: Annäherungsscheiben (Midrange, auch Multi-Purpose) verwendet man für Würfe aus geringeren Distanzen. Sie sind stabiler, also geradliniger in der Fluglage als Driver, können aber auch noch relativ weit geworfen werden.
- Putter: Putter werden in erster Linie für den abschließenden Wurf ins Ziel benutzt. Sie sind die geradlinigsten Golfdiscs, aber auch die am Kürzesten fliegenden. Dennoch können sie von Profis 150 Meter weit geworfen werden.[3]

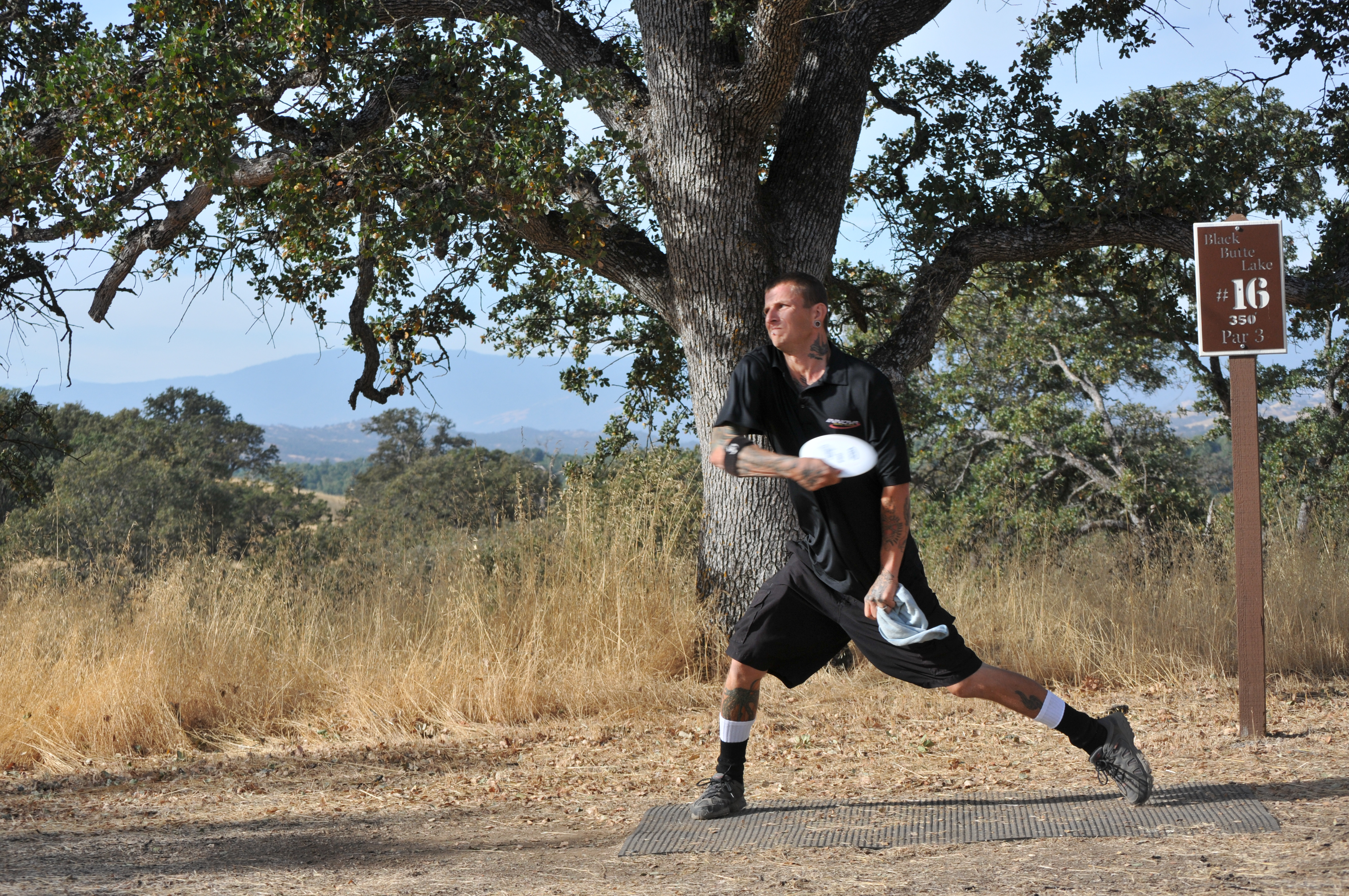
Rückhand-Drive mit etwas Hyzer

Es gibt außerdem einige Wurftechniken, die dazu beitragen, die Flugbahn und die Drehung der Scheibe zu verändern:
Neben dem am weitesten verbreiteten Rückhandwurf gibt es den Side-arm. Bei diesem wird der Wurf mit der Vorhand vollzogen. Die Scheibe oder Disc rotiert dabei in die andere Richtung und fällt somit in die gegengesetzte Richtung ab. Der Side-arm wird gebraucht, wenn man z. B. als Linkshänder um ein linkes Dogleg (ein Dogleg ist ein Objekt – zum Beispiel ein Baum –, das man umspielen muss, ob rechts oder links wird zuvor bestimmt) spielen will und man den normalen Wurf nicht mehr vollführen kann. Auch gibt es Upside-Down-Würfe. Man wirft die Scheibe über den Kopf so, dass die Scheibe auf den Rücken zu liegen kommt. Mit dieser Wurftechnik gelangt man leichter über große Büsche oder kleine Bäume. Einige Spieler benutzen auch den Roller, hier wird die Scheibe so geworfen, dass sie nach der Landung weiterrollt. Man kann so mehr Strecke machen oder unter tief hängenden Ästen durchspielen, jedoch ist die Richtung schwierig zu kontrollieren.
Das Flugverhalten der Golfdiscs wird (ausgehend von einem rechtshändigen Rückhandwurf wie beim klassischen Frisbee) in drei Kategorien eingeordnet:
- Overstable: Derart beschriebene Discs tendieren bei der oben beschriebenen Art des Wurfes dazu, aufgrund ihrer Rotation und der damit verbundenen Aerodynamik nach links zu kippen. Driver sind klassischerweise sehr overstable, zeigen aber das beschriebene Abkippen aufgrund der großen Geschwindigkeit, mit der sie geworfen werden, im Flug erst sehr spät.
- Stable: Stabile Discs fliegen geradeaus.
- Understable: Diese Discs drehen während ihres Fluges leichter nach rechts ab.

Wenn eine Scheibe schneller als vorgesehen geworfen wird, fliegt sie mehr understable, wenn sie langsamer als vorgesehen geworfen wird, ist ihr Flug mehr overstable. Anfänger sollten eher unterstabile Scheiben wählen, da diese bei geringer Abwurfgeschwindigkeit geradlinig fliegen.
Beim Abwerfen kann auf das Flugverhalten der Discs eingewirkt werden, indem man ihren Neigungswinkel verändert. Wirft man die Discs mit der Außenkante zur Erde geneigt ab, wird dies als Hyzer bezeichnet; eine (rechtshändig und rückhändig) derart geworfene Disc wird eine starke Linkskurve beschreiben. Neigt man die Disc hingegen von der Erde weg und provoziert so eine Rechtskurve, so spricht man von Anhyzer. Auch die Rotationsgeschwindigkeit der Disc oder der Wind beeinflussen die Fluglage.

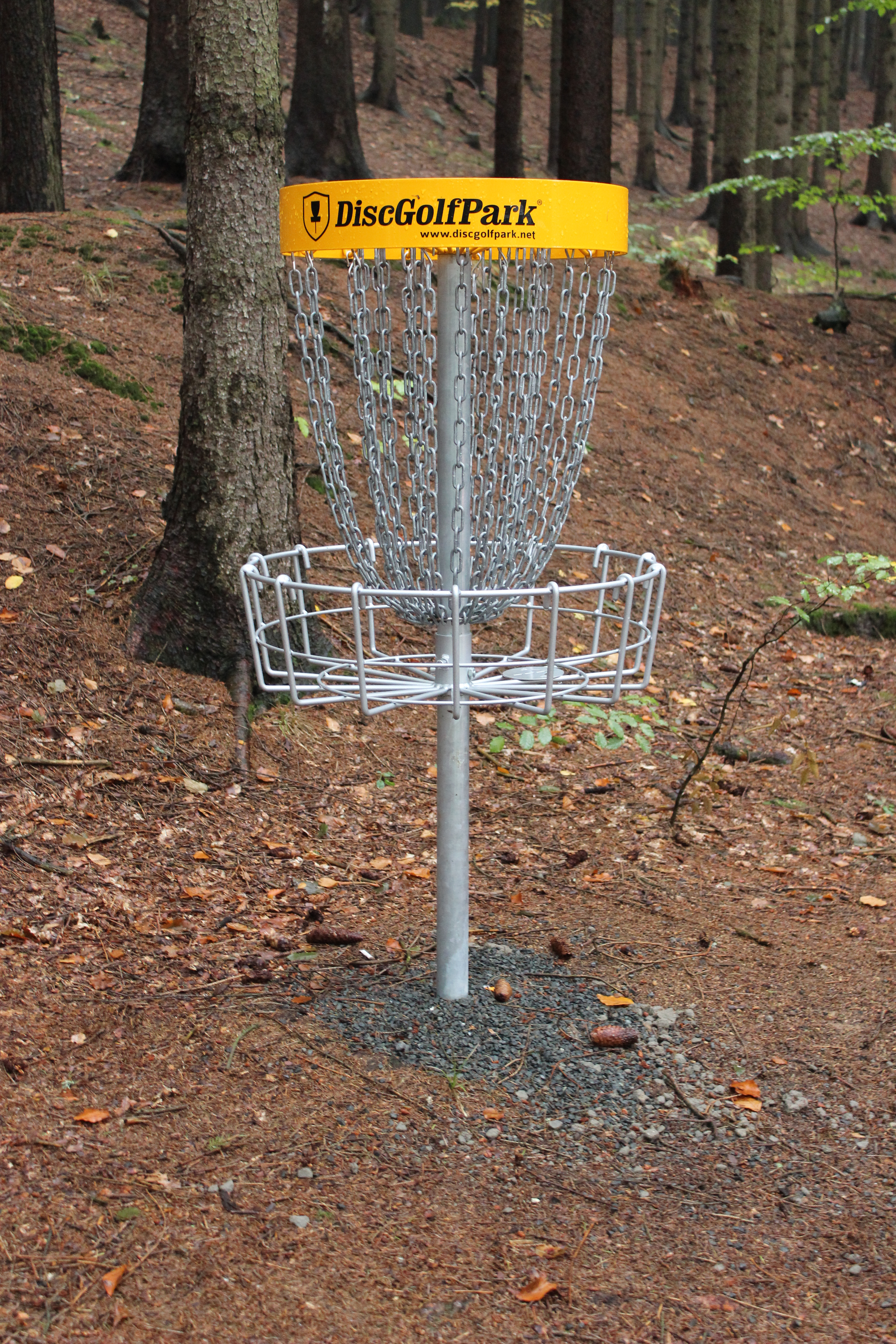
Zielkorb in Wettkampfqualität

Auf fest installierten Kursen sind als Ziel in Höhe von ca. 70 cm Metall-Körbe angebracht. Diese Körbe sind an einer Stange montiert; oberhalb sind an einem weiteren Metallring einige Ketten angebracht, die geworfene Frisbees abbremsen sollen. Diese Körbe gibt es auch in tragbaren Ausführungen. Die Disc muss zwischen der Oberkante des Korbes und der Unterkante der Kettenaufhängung einfliegen und dann im Korb oder in den Ketten zum Liegen kommen, um die Bahn zu beenden. Oben auf dem Korb zum Liegen kommende Scheiben müssen mit einem zusätzlichen „Wurf“ in den Korb gelegt werden.

## Spieltaktik

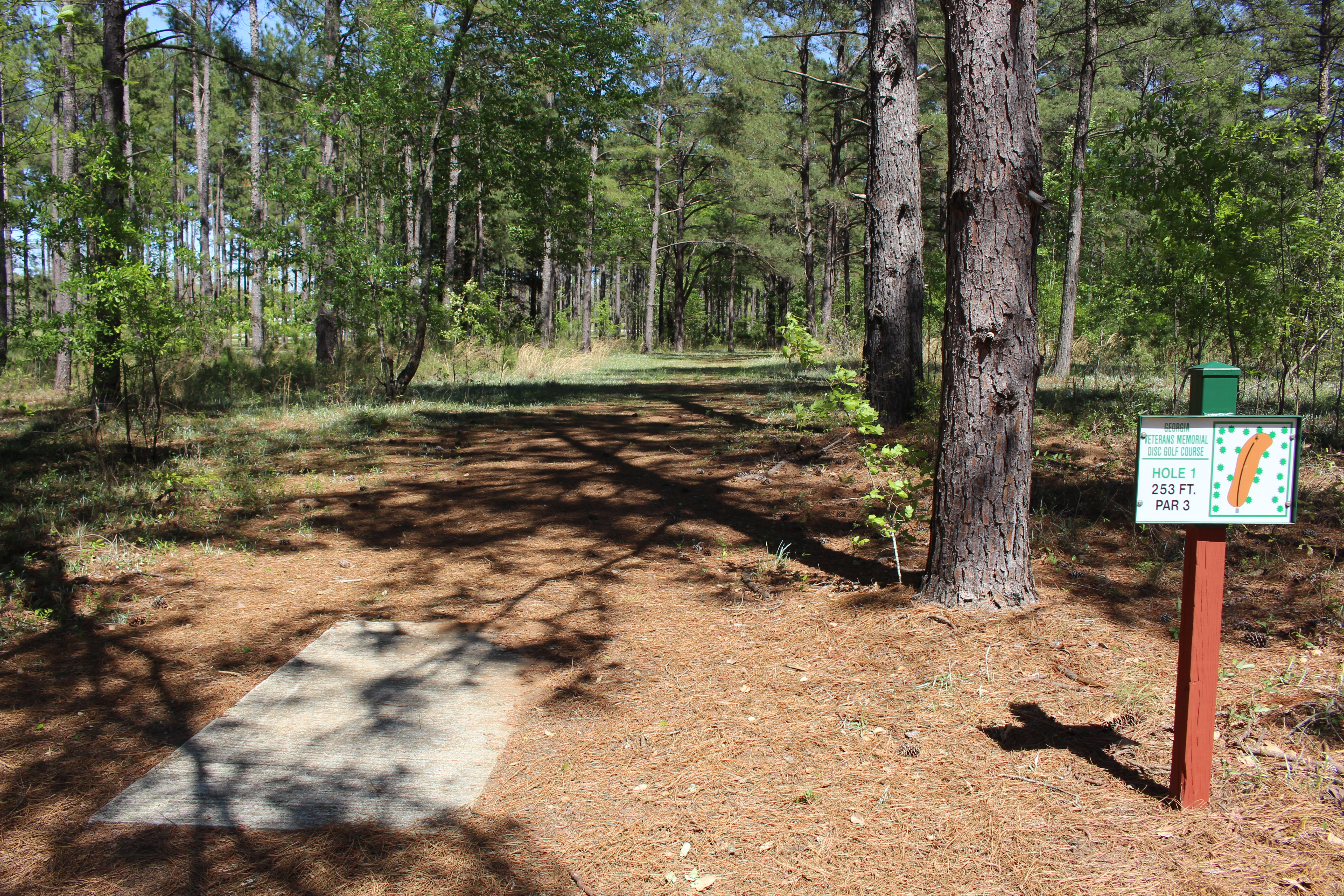
Typische Golfbahn. Die Infotafel informiert über Länge, etwaige OBs und Mandos, Par und die sonstigen Gegebenheiten. Die freie Spielfläche (auf der Tafel braun gefärbt) wird Fairway genannt.

Anhand der Gegebenheiten der Bahn, den Witterungsverhältnissen (insbesondere des Windes), den individuellen Fähigkeiten des Spielers, seiner emotionalen Verfassung und des Punktestands zu den Mitspielern muss ein Spieler seine Spieltaktik wählen. Sie umfasst neben der Wahl einer Scheibe und Wurftechnik auch Entscheidungen über riskantere oder sicherere Varianten. Die Wahl der passenden Disc ist wichtig, um bestimmte Flugkurven zu erleichtern, jedoch lassen sich mittels passender Wurftechniken die Flugeigenschaften ebenfalls verändern.
Auf der abgebildeten Bahn könnte ein Rechtshänder mit einer unterstabilen Scheibe abwerfen, damit sie die langgezogene Rechtskurve vollzieht. Alternativ könnte er eine stabile (d. h. geradlinige) Scheibe mit Anhyzer werfen, um den gleichen Effekt zu erzielen. Alternativ würde ein Vorhandwurf (Side-arm) mit einer stabilen Scheibe und leichtem Hyzer, oder einer leicht überstabilen Scheibe flat, ein ähnliches Ergebnis erzeugen. Aufgrund des schmalen Fairways und der eher kurzen Bahn wäre ein Roller hier eher ungewöhnlich zu sehen. Für sinnvolle Überkopfwürfe (Upside-down) ist der Platz nach oben zu eng.
Die Wurfentscheidung für die Annäherung hängt davon ab, wo der Drive zum Liegen kommt. Im besten Fall schafft man es gleich mit dem Abwurf bis in Puttweite zum Korb zu werfen, also näher als etwa zehn Meter. Im Allgemeinen wird beim Discgolf, wie auch beim Ballgolf, dem Putten eine herausragende Bedeutung zugesprochen. Im Englischen ist der Spruch „Drive for show, putt for dough“ (sinngemäß: Mit den Abwürfen kann man beeindrucken, mit den Putts macht man das Geld.) dafür geläufig.

## Entwicklung
Professionell (bzw. halb-professionell) wird Discgolf derzeit nur in den USA gespielt. Die Professional Disc Golf Association (PDGA) hat derzeit ca. 86.000 Mitglieder (30.500 aktive Spieler). In Europa hat der Sport in Finnland die größte Verbreitung. Bekannte Spieler sind zum Beispiel Paul "The Beast" McBeth (USA), Richard Wysocki (USA), Nikko Locastro (USA), David Feldberg (USA), Karl Johan Nybo (DEN), der amtierende Weitwurf-Weltrekordhalter David Wiggins, Jr. (338 Meter; USA), der ehemalige Weitwurf-Weltrekordler Scott Stokely oder der zwölfmalige Weltmeister Ken Climo; bekannte deutsche Spieler sind zum Beispiel Simon Lizotte, Marvin Tetzel, Dominik Stampfer, Nikolai Tsouloukidse, Kevin Konsorr und der zweimalige Weltmeister Hartmut „Hartl“ Wahrmann.
Mitte der 90er Jahre wurde durch die PDGA das internationale Programm gestartet und u. a. PDGA Europe eingeführt. Der europäische Ableger der PDGA organisiert die jährliche PDGA Eurotour, die zurzeit 10 Turniere beinhaltet (Schweden, Finnland, Dänemark, Norwegen, England, Deutschland, Belgien, Holland, Frankreich und Schweiz). Verschiedene nationale Turniere werden jeweils auch bei der PDGA registriert und so sanktioniert. Wesentlich hier ist, dass sanktionierte Turniere für das Spieler-Rating verwendet werden. Mittlerweile sind etwa 5.100 europäische Spieler mit einer PDGA-Mitgliedschaft ausgerüstet. Zurzeit ist die PDGA Europe noch ein Komitee, wird jedoch in Kürze als eigenständiger Partner-Verband der PDGA organisiert.
Laut von der PDGA veröffentlichten Zahlen spielen weltweit etwa 500.000 Menschen regelmäßig Discgolf auf rund 10.000 Kursen (davon über 120 in Deutschland). Auf der Webseite der Discgolf-App UDisc werden mehr als 250 Kurse in Deutschland gelistet.
In Deutschland ist Discgolf im Deutschen Frisbeesport-Verband organisiert. Der historisch erfolgreichste deutsche Verein ist der Wintersportclub Albuch (Ausrichter der Europameisterschaft 2008), der circa 2012 durch die DiscGolfer Münsterland der DJK GW Marathon Münster abgelöst wurde. Die Westfalen sammelten 2012 fünf Titel. Simon Lizotte (Bremen) wurde in Colchester Europameister in der Open und Sven Rippel (Bergkamen) sicherte sich mit großem Vorsprung den Europameistertitel bei den Junioren. Auch bei der Deutschen Meisterschaft 2012 in Eberswalde (Brandenburg) gewann Simon Lizotte die Open. Den Deutschen Meistertitel bei den Junioren sicherte sich Kevin Konsorr (Lünen). Sein jüngerer Vereinskamerad Marvin Hartmann (Münster) belegte Rang drei. Vorzeitig gewann Kevin Konsorr auch die GermanTour 2012.
Die Schweizer Discgolf Szene entstand Mitte der 80er Jahre mit der Auslagerung des Discgolf Sport vom damaligen Schweizer Frisbee Verband und der Gründung des Schweizer Discgolf Verbandes „swiss discgolf“. Das bedeutendste Turnier der Schweiz ist das Swiss Open, das jährlich im Rahmen der PDGA Eurotour in Genf durchgeführt wird. Bekanntester Schweizer Discgolfer ist Paul Francz, Mitbegründer der Discgolf-Szene, Motor des Europäischen Discgolf-Sportes, PDGA EuroTour Manager, mehrfacher Schweizer Meister und dreifacher Europameister. Schweizer Rekordmeister in der Open-Kategorie ist Stephan Müller von Disc Dimension Winterthur, der den Meistertitel bereits 15-mal in seiner Karriere holte, zusätzlich ist er 12-facher Swiss Tour-Sieger und wurde 3-mal Schweizer Meister in der Kategorie Doppel.
In Österreich wird – gemeinsam mit dem ungarischen Verband – die Austro-Hungaro-Discgolf Tour (AHT) ausgetragen, die sozusagen die höchste Spielklasse in diesen beiden Ländern darstellt. Neben der AHT gibt es in Österreich die Rangliste und seit 2015 darf Österreich Staatsmeisterschaften abhalten (davor gab es einmal jährlich österreichische Meisterschaften). Im Jahr 2015 gab es auch Landesmeisterschaften in Wien, Oberösterreich und in der Steiermark. Weiters gibt es am KUMM Disc Golf Parcours in St. Thomas am Blasenstein mit der „St. Thomas Classic“ eine parcoursinterne Meisterschaft. In Wien installierte der Verein Putterfly Disc Golf 2015 auch einen Ligabetrieb am Prater Disc Golf Parcours, die Prater Disc Golf Liga mit 20–25 Spieltagen, welche innerhalb der Sommerzeit angesetzt ist. Darüber hinaus gibt es noch viele anfängerfreundliche Turniere und abwechslungsreiche Formate – z. B. Teambewerbe (Doubles Meisterschaften, Tag Team Trophy), Birdiehunt mit verschiedenen Leistungsklassen und speziellem Modus sowie die Funturniere Ace Race und Puttercup. Viele von Putterfly Disc Golf organisierte Turniere im Wiener Prater werden auch von einer der ein oder anderen Spendenaktion begleitet, zuletzt 2015 und 2016 zugunsten der CliniClowns Austria. Vereine messen sich in Österreich anhand der Austrian Club Championship (ACC), welche eine zusätzliche Auswertung der Ranglistenturnierergebnisse darstellt.
Seit 2010 existiert der Österreichische Discgolf Verband (ÖDGV). Im gleichen Jahr wurde der Frisbeesport auch in die Bundessportorganisation (BSO) aufgenommen. Somit ist der Frisbeesport in Österreich auch offiziell als solcher anerkannt. Werner Mooshammer vom Andersgolfen Discgolf Club wurde 2015 als Präsident des ÖDGV von Johannes Petz (Golden Disc Golf Club) abgelöst.
In Deutschland haben Kombinationsanlagen einen gewissen Bekanntheitsgrad erlangt, bei denen Discgolf mit anderen Präzisionssportarten gemeinsam angeboten wird.

### Die COVID-19-Pandemie
Die Corona-Pandemie (ab 2020) hat der Verbreitung des Sports in Mitteleuropa einen weiteren Kick verliehen. Dies ist darauf zurückzuführen, dass der Disc Golf Sport die größte Zeit nicht unter die jeweils geltenden Einschränkungen gefallen ist. In der Zeit sind viele Mannschaftssportler zu dieser Alternative abgewandert. Zusätzlich wurde der Wunsch nach Natur und Bewegung im Freien verstärkt, was ebenso dazu geführt hat, dass viele Menschen den Sport getestet haben.

## Deutsche Meisterschaften
| Jahr | Austragungsort         | Open               | Damen               | Damen Masters / WM40 | Damen Grandmaster / WM50 | Junioren            | Juniorinnen | Masters / M40     | Grandmaster / M50 | M55              | Senior Grandmaster / M60 | M65        | Legend / M70        |
| 1986 | Leonberg               | Thorsten Görke     | Deborah Weidanz     |                      |                          | Günter Tanner       |             | Rock Searle       |                   |                  |                          |            |                     |
| 1987 | Berlin                 | Hartmut Wahrmann   | Pat Searle          |                      |                          | Th. Deutschenbauer  |             | Rock Searle       |                   |                  |                          |            |                     |
| 1988 | Weilheim in Oberbayern | Hartmut Wahrmann   | Sabine Kensy        |                      |                          | Ingo Schwentzfeger  |             | Viro Schneider    |                   |                  |                          |            |                     |
| 1989 | Weilheim               | Hartmut Wahrmann   | Deborah Weidanz     |                      |                          | Chris Voigt-Eberle  |             | Viro Schneider    |                   |                  |                          |            |                     |
| 1990 | Weilheim               | Chris Voigt-Eberle | Christine Großmann  |                      |                          | Stefan Schmid       |             | Viro Schneider    |                   |                  |                          |            |                     |
| 1991 | Weilheim               | Chris Voigt-Eberle | Christine Großmann  |                      |                          | Tobias Schmid       |             | Viro Schneider    |                   |                  |                          |            |                     |
| 1992 | Weilheim               | Hartmut Wahrmann   | Christine Großmann  |                      |                          | Stefan Minkwitz     |             | Stephen Defty     |                   |                  |                          |            |                     |
| 1993 | München                | Hartmut Wahrmann   | Sabine Melzer       |                      |                          | Stefan Minkwitz     |             | Viro Schneider    | Alfons Listl      |                  |                          |            |                     |
| 1994 | Weilheim               | Chris Voigt-Eberle | Sabine Kensy        |                      |                          | Stefan Minkwitz     |             | Anders Svensson   | Günter Urban      |                  |                          |            |                     |
| 1995 | Berlin                 | Chris Voigt        | Sabine Kensy        |                      |                          | Stefan Minkwitz     |             | Stephen Defty     | Viro Schneider    |                  |                          |            |                     |
| 1996 | Weilheim               | Chris Voigt        | Sonja Pertack       |                      |                          | Christian Schülling |             |                   |                   |                  |                          |            |                     |
| 1997 | Braunschweig           | Hartmut Wahrmann   | Katha Sellnow-Wendt |                      |                          | Bernhard Stoll      |             |                   |                   |                  |                          |            |                     |
| 1998 | Söhnstetten            | Marco Lehousse     | Cornelia Engel      |                      |                          | Christian Oswald    |             |                   |                   |                  |                          |            |                     |
| 1999 | Berlin                 | Chris Voigt        | Cornelia Engel      |                      |                          |                     |             |                   |                   |                  |                          |            |                     |
| 2000 | Memmingen              | Michael Kobella    | Ann-Christin Drews  |                      |                          | Michael Stelzer     |             | Manfred Ketz      |                   |                  |                          |            |                     |
| 2001 | Söhnstetten            | Hartmut Wahrmann   | Cornelia Held       |                      |                          | Michael Stelzer     |             | Markus Held       |                   |                  |                          |            |                     |
| 2002 | Weilheim               | Hartmut Wahrmann   | Cornelia Held       |                      |                          | Jakob Ludwig        |             | Markus Held       | Viro Schneider    |                  |                          |            |                     |
| 2003 | Berlin                 | Robert Delisle Sr. | Ann-Christin Drews  |                      |                          |                     |             | Manfred Ketz      |                   |                  |                          |            |                     |
| 2004 | Grebenstein            | Andrei Betea       | Ann-Christin Drews  |                      |                          | Benjamin Waldmann   |             | George Braun      | Viro Schneider    |                  | Bill Kelton              |            |                     |
| 2005 | Weilheim               | Chris Max Voigt    | Cornelia Held       |                      |                          | Simon Lizotte       |             | Michael Voglmeyer | Manfred Ketz      |                  | Hans Behrendt            |            |                     |
| 2006 | Söhnstetten            | Michael Stelzer    | Nora Backes         |                      |                          | Simon Lizotte       |             | Frank Buchholz    | Axel Sieburg      |                  |                          |            |                     |
| 2007 | Berlin                 | Klaus Kattwinkel   | Diemut Bartl        |                      |                          | Yannik Stehrenberg  |             | Frank Buchholz    | Axel Sieburg      |                  |                          |            |                     |
| 2008 | Rüsselsheim            | Jan Bäss           | Cornelia Held       |                      |                          | Christian Schmidt   |             | Andreas Thöne     | Viro Schneider    |                  | Bill Kelton              |            |                     |
| 2009 | Weilheim               | Simon Lizotte      | Christine Hellstern |                      |                          | Dominik Stampfer    |             | Michael Kobella   | Viro Schneider    |                  | Bill Kelton              |            |                     |
| 2010 | Dassel                 | Simon Lizotte      | Susan Fischer       |                      |                          | Dominik Stampfer    |             | Michael Kobella   | Andreas Wegener   |                  | Francesco Puliafito      |            | Bill Kelton         |
| 2011 | Kellenhusen            | Simon Lizotte      | Susan Fischer       |                      |                          | Sven Rippel         |             | Robert Delisle    | Stephen Defty     |                  | Viro Schneider           |            | Willy Leifermann    |
| 2012 | Eberswalde             | Simon Lizotte      | Susan Fischer       |                      |                          | Kevin Konsorr       |             | Michael Kobella   | George Braun      |                  | Willy Leifermann         |            |                     |
| 2013 | Wolfenbüttel           | Simon Lizotte      | Christine Hellstern |                      |                          | Marvin Tetzel       |             | Jan Bäss          | Wolfgang Kraus    |                  | Hans Schulenburg         |            | Bill Kelton         |
| 2014 | Rüsselsheim            | Dominik Stampfer   | Christine Hellstern |                      |                          | Marvin Hartmann     |             | Jan Bäss          | Wolfgang Kraus    |                  | Werner Kuster            |            | Francesco Puliafito |
| 2015 | Kellenhusen            | Simon Lizotte      | Christine Hellstern |                      |                          | Carl Rose           |             | Klaus Kattwinkel  | George Braun      |                  | Wilfried Weder           |            | Willy Leifermann    |
| 2016 | Bruchhausen            | Kevin Konsorr      | Wiebke Becker       |                      |                          | Maik Hartmann       |             | Klaus Kattwinkel  | Wolfgang Kraus    |                  | Wilfried Weder           |            |                     |
| 2017 | Eningen                | Jerome Braun       | Antonia Faber       |                      |                          | Timo Hartmann       |             | Martin Doerken    | George Braun      |                  | Peter Hennecke           |            |                     |
| 2018 | Potsdam                | Kevin Konsorr      | Antonia Faber       |                      |                          | David Strott        | Nele Eger   | Jörg Eberts       | Robert Delisle    |                  | Andreas Wegener          |            |                     |
| 2019 | Neuss                  | Fabian Kaune       | Antonia Faber       | Susann Fischer       |                          | Timo Hartmann       | Nele Eger   | Jörg Eberts       | Oliver Möllemann  |                  | Paul Siggi               |            |                     |
| 2020 | Salzgitter             | Timo Hartmann      | Antonia Faber       | Christine Hellstern  |                          | Joris Richter       |             | Jörg Eberts       | Oliver Möllemann  |                  | Uwe Rolfes               |            |                     |
| 2021 | Freiburg im Breisgau   | Timo Hartmann      | Antonia Faber       | Christine Hellstern  |                          | Joris Richter       |             | Jörg Eberts       | Werner Riebesel   |                  | George Braun             |            |                     |
| 2022 | Rüsselsheim            | Timo Hartmann      | Wiebke Jahn         | Susann Fischer       |                          | Lennard Staszyk     |             | Lucca Seipenbusch | Martin Dörken     | Werner Riebesel  | Wolfgang Kraus           |            |                     |
| 2023 | Gößweinstein           | Timo Hartmann      | Jessica Cowley      | Susann Fischer       |                          | Luca Kienel         |             | Benjamin Hacker   | Lucca Seipenbusch | Klaus Kattwinkel | George Braun             |            |                     |
| 2024 | Langenhagen            | Timo Hartmann      | Wiebke Jahn         | Susann Fischer       |                          | Bela Strampe        |             | Jan Bäss          | Lucca Seipenbusch | Frank Brügmann   | George Braun             |            |                     |
| 2025 | Schmallenberg          | Timo Hartmann      | Maren Moßig         | Susann Fischer       | Christine Hellstern      | Janne Timm Feldhoff |             | Jens Fröhlich     | Martin Dörken     | Alexander Müller | Wolfgang Kraus           | Peter Böhm | Peter Hennecke      |

## Europameisterschaften
Offizielle Europameisterschaften gibt es seit 1997.
- 1997 Linköping –  Schweden
- 1999 Gstaad –  Schweiz
- 2001 Oslo –  Norwegen
- 2003 Beaminster –  England
- 2005 Tampere –  Finnland
- 2007 Maillen –  Belgien
- 2008 Söhnstetten –  Deutschland
- 2010 Pas-de-Calais –  Frankreich
- 2012 Colchester –  England
- 2014 Genf –  Schweiz
- 2016 Oulu –  Finnland
- 2018 Sveti Martin na Muri –  Kroatien
- 2021 Konopiste –  Tschechien (wegen der COVID-19-Pandemie von 2020 verschoben[10])
- 2023 Tallinn –  Estland
- 2025 Langevåg –  Norwegen

Aktuelle Europameisterin 2025 bei den Frauen ist Eveliina Salonen (Finnland). Bei den Herren ist Niklas Anttila (Finnland) Titelträger.

## Weltmeisterschaften
Die Weltmeisterschaft der Professional Disc Golf Association (PDGA) wird seit 1982 jährlich ausgetragen. Bis 2024 fanden alle Weltmeisterschaften den Vereinigten Staaten oder Kanada (1987) statt. Die internationale Beteiligung an diesem Turnier war deshalb immer sehr gering. 2025 wurde das Turnier erstmals nach Europa vergeben. An dem Turnier in Finnland nahmen Athleten aus 45 verschiedenen Ländern teil.
- 1982 Irvine
- 1983 Huntsville
- 1984 Rochester
- 1985 Tulsa
- 1986 Charlotte
- 1987 Toronto – Kanada
- 1988 Cincinnati
- 1989 Waterloo
- 1990 Phoenix
- 1991 Dayton
- 1992 Detroit
- 1993 Huntsville
- 1994 Port Arthur
- 1995 Port Arthur
- 1996 South Bend
- 1997 Charlotte
- 1998 Cincinnati
- 1999 Rochester
- 2000 Ann Arbor
- 2001 St. Paul
- 2002 Houston
- 2003 Flagstaff
- 2004 Des Moines
- 2005 Lehigh Valley
- 2006 Augusta
- 2007 Highbridge
- 2008 Kalamazoo
- 2009 Kansas City
- 2010 Cedar Lake
- 2011 Santa Cruz
- 2012 Charlotte
- 2013 Crown Point
- 2014 Portland
- 2015 Pittsburgh
- 2016 Emporia
- 2017 Augusta
- 2018 Jeffersonville (Smugglers’ Notch)
- 2019 Peoria
- 2020 entfallen wegen COVID-19-Pandemie[13]
- 2021 Ogden
- 2022 Emporia
- 2023 Jeffersonville (Smugglers’ Notch)
- 2024 Lynchburg
- 2025 Tampere und Nokia – Finnland